# Jagdgeschwader 21
A Jagdgeschwader 21 foi uma asa de caças da Luftwaffe durante a Alemanha Nazi. Esta unidade operou aviões de caça Messerschmitt Bf 109 e participou na Batalha de França. Formada em 15 de julho de 1939, um ano mais tarde foi extinta, tornando-se no III./JG 54.

## Comandantes
- Hauptmann Martin Mettig, 15 de julho de 1939 - 1 de fevereiro de 1940[2]
- Hauptmann Fritz Ultsch, 3 de fevereiro de 1940 - 6 de julho de 1940[2]